# Пасіхан (дегестан)
Пасіхан (перс. پسیخان) — дегестан в Ірані, в Центральному бахші, в шагрестані Решт остану Ґілян. За даними перепису 2006 року, його населення становило 10018 осіб, які проживали у складі 2602 сімей.

## Населені пункти
До складу дегестану входять такі населені пункти:
- Атешґах
- Біджар-Кенар
- Ґалеш-Махале
- Дафсар
- Кесар
- Колеш-Талешан
- Пасвіше
- Пасіхан
- Саф-Сар
- Тазеабад
- Тазеабад
- Тараз-Кух
- Хашт-Масджед